# Henry Richardson (Bogenschütze)
Henry Barber Richardson (* 19. Mai 1889 in Boston; † 19. November 1963 in New York) war ein US-amerikanischer Bogenschütze. Er gewann als erster Bogenschütze zwei Medaillen bei zwei verschiedenen Olympischen Spielen – jeweils die Bronzemedaille bei den Spielen 1904 in St. Louis und 1908 in London. Er war 1904 im Alter von 15 Jahren und 124 Tagen der jüngste Medaillengewinner des Turniers.

## Olympia 1904
Richardsons erste Medaille war die Bronzemedaille bei den Olympischen Spielen 1904 in St. Louis, die er im Alter von 15 Jahren gewann. Als Mitglied des Vereins Boston Archers nahm er im Mannschaftswettbewerb Team American Round teil. In den Einzelwettbewerben nahm er ebenfalls teil und belegte in der  Double York Round den neunten und in der Double American Round den zehnten Platz.

## Olympia 1908
Vier Jahre später nahm Richardson nochmals an Olympischen Spielen teil, diesmal in London und gewann seine zweite Bronzemedaille. Er war damit der erste Bogenschütze, der an zwei verschiedenen Olympiaden zwei Medaillen holte. In der Double York Round belegte er nach der ersten Runde den fünften Platz, holte in der zweiten Runde auf und erreichte mit der besten Turnierleistung im Wettbewerb erreichte noch den dritten Platz.
Außerdem nahm Richardson am Wettbewerb Continental Round teil und belegte dort den 15. Rang.